# Голуб Семен Тимофійович
Семен Тимофійович Голуб (1916—1945) — капітан Робітничо-Селянської Червоної Армії, учасник радянсько-фінської та німецько-радянської війни, Герой Радянського Союзу (1945).

## Біографія
Семен Голуб народився 5 травня 1916 року у селі Чорний Ріг в родині селян. У 1934 році закінчив три курси лісового технікуму, після чого працював бригадиром у колгоспі. У 1939 році Голуб був призваний на службу в РСЧА. Брав участь у радянсько-фінській війні. Із лютого 1943 року — на фронтах німецько-радянської війни. Закінчив курси молодших лейтенантів. Брав участь у боях на Північно-Західному, 1-му, 2-му і 3-му Українських фронтах. До березня 1945 року капітан Семен Голуб командував батареєю 652-го артилерійського полку 202-ї стрілецької дивізії 27-ї армії 3-го Українського фронту. Відзначився під час звільнення Угорщини.
9 березня 1945 року батарея Голуба відбила велику кількість ворожих контратак в районі села Шимонторнья на північний захід від міста Пакш, знищивши 2 танки і близько 80 солдатів і офіцерів противника. 10 березня Голуб особисто підбив ворожий танк. 11 березня його батарея знищила 2 міномети, 3 кулемети, а також велику кількість ворожих солдатів і офіцерів. У ході чергової контратаки Голуб особисто встав до одного з гармат і підбив два німецьких танки. У бою був поранений, але не покинув свого поста, продовжуючи керувати діями батареї. Того дня він загинув. Похований біля села Шимонторнья.
Указом Президії Верховної ради СРСР від 29 червня 1945 року за «зразкове виконання бойових завдань командування та проявлені при цьому мужність і героїзм» капітан Семен Голуб посмертно був удостоєний високого звання Героя Радянського Союзу. Також був нагороджений орденами Леніна, Червоного Прапора, Вітчизняної війни 2-го ступеня, двома орденами Червоної Зірки.
На честь Голуба названа вулиця і школа в Чорному Розі.